# دن‌دونگن
دن‌دونگن (به هلندی: Den Dungen) یک منطقهٔ مسکونی در هلند است که در سینت-میخیلسخستل واقع شده‌است. دن‌دونگن ۶٬۰۰۰ نفر جمعیت دارد.